# Billy Graham
William Franklin Graham jr. (født 7. november 1918, død 21. februar 2018), bedre kendt som Billy Graham, var en amerikansk baptistisk præst, vækkelsesprædikant og forfatter. Han var en af de vigtigste skikkelser i den evangelikale kristne bevægelse. Han havde været rådgiver for flere amerikanske præsidenter, har modtaget ordenen Order of the British Empire og stod som nummer syv på Gallups amerikanske liste over det 20. århundredes mest beundrede mennesker.
Alle amerikanske præsidenter fra Harry S. Truman til Barack Obama har mødt Graham. Præsident Obama besøgte ham i april 2010 og beskrev mødet som en stærk oplevelse. Tidligt i 1970'erne havde Graham tæt kontakt med den republikanske kvæker Richard Nixon. Den forbindelse endte med, at Graham følte sig udnyttet og dybt såret over løgnene fra en mand, Graham havde anset som moralsk højtstående. Graham distancerede sig derefter længe fra politik og koncentrerede sig i stedet om forkyndelse. Men i 2012 har Graham, der det meste af livet har stået registreret som demokrat, knyttet nær kontakt til den republikanske præsidentkandidat Mitt Romney.
Billy Graham besøgte Danmark i 1954 og 1965.